# ماساکی هیگاشیگوچی
ماساکی هیگاشیگوچی (انگلیسی: Masaaki Higashiguchi؛ زادهٔ ۱۲ مهٔ ۱۹۸۶) یک بازیکن فوتبال اهل ژاپن است.
از باشگاه‌هایی که در آن بازی کرده‌است می‌توان به آلبیرکس نیگاتا و گامبا اوساکا اشاره کرد.